# Перхлоратні вибухові речовини
Перхлоратні вибухові речовини (рос. взрывчатые вещества перхлоратные, англ. perchlorate explosives; нім. Perchloratite, Perchloratsprengstoffe) — вибухові суміші, в яких як окиснювачі використовуються солі хлорної кислоти (перхлорати калію, натрію, амонію). Завдяки великому вмісту кисню перхлоратні солі є найефективнішими окиснювачами і утворюють вибухові суміші з вищою потенційною енергією, ніж аміачно-селітряні ВР. Головним недоліком перхлоратів є їх висока чутливість до тертя і удару, тому вони дуже небезпечні у виробництві і використанні. Найбезпечніші водовмісні перхлоратні вибухові речовини, які поряд з перхлоратами містять інш. водорозчинні окиснювачі (нітрати амонію, натрію і інш.). Перхлоратні вибухові речовини використовуються в Японії (карліти) і Франції (севреніти).